# Divisione di Mysore
Mysore è una divisione dello stato federato indiano di Karnataka, e ha come capoluogo Mysore.
La divisione di Mysore comprende i distretti di Mysore, Chamarajanagar, Mandya, Kannada Meridionale, Udupi, Kodagu, Chickmagalur e Hassan.